# Василь Еллан-Блакитний
Васи́ль Елла́н-Блаки́тний (справжнє ім'я Василь Михайлович Елланський; 28 грудня 1893  (9 січня 1894) , Хмільниця, Чернігівський повіт, Чернігівська губернія, Російська імперія  — 4 грудня 1925 , Харків ) — український радянський діяч і письменник. Член ЦК КП(б)У в березні — квітні 1920 року. Член Тимчасового бюро ЦК КП(б)У в квітні — листопаді 1920 року.

## Життєпис

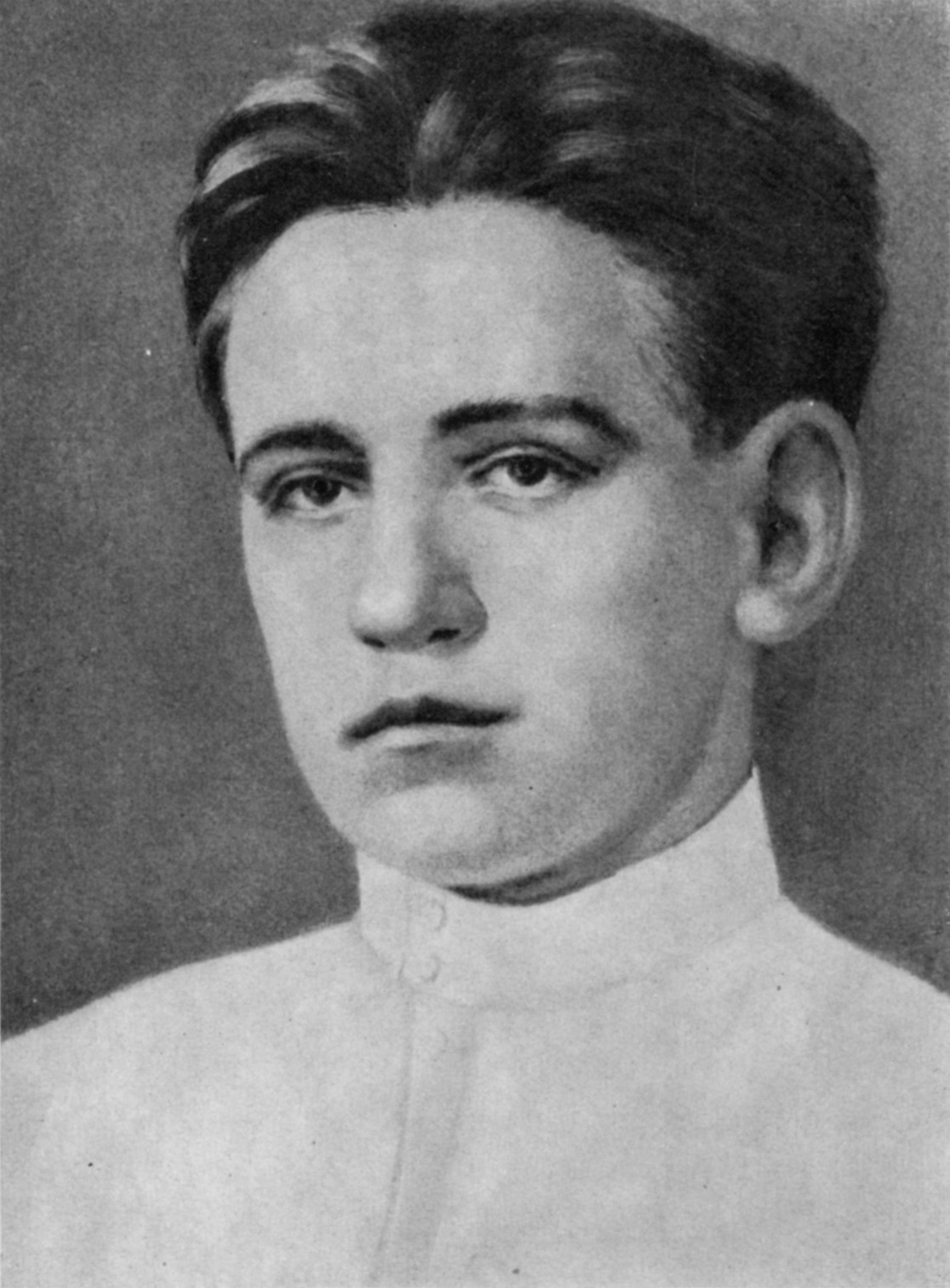
Василь Елланський в юності

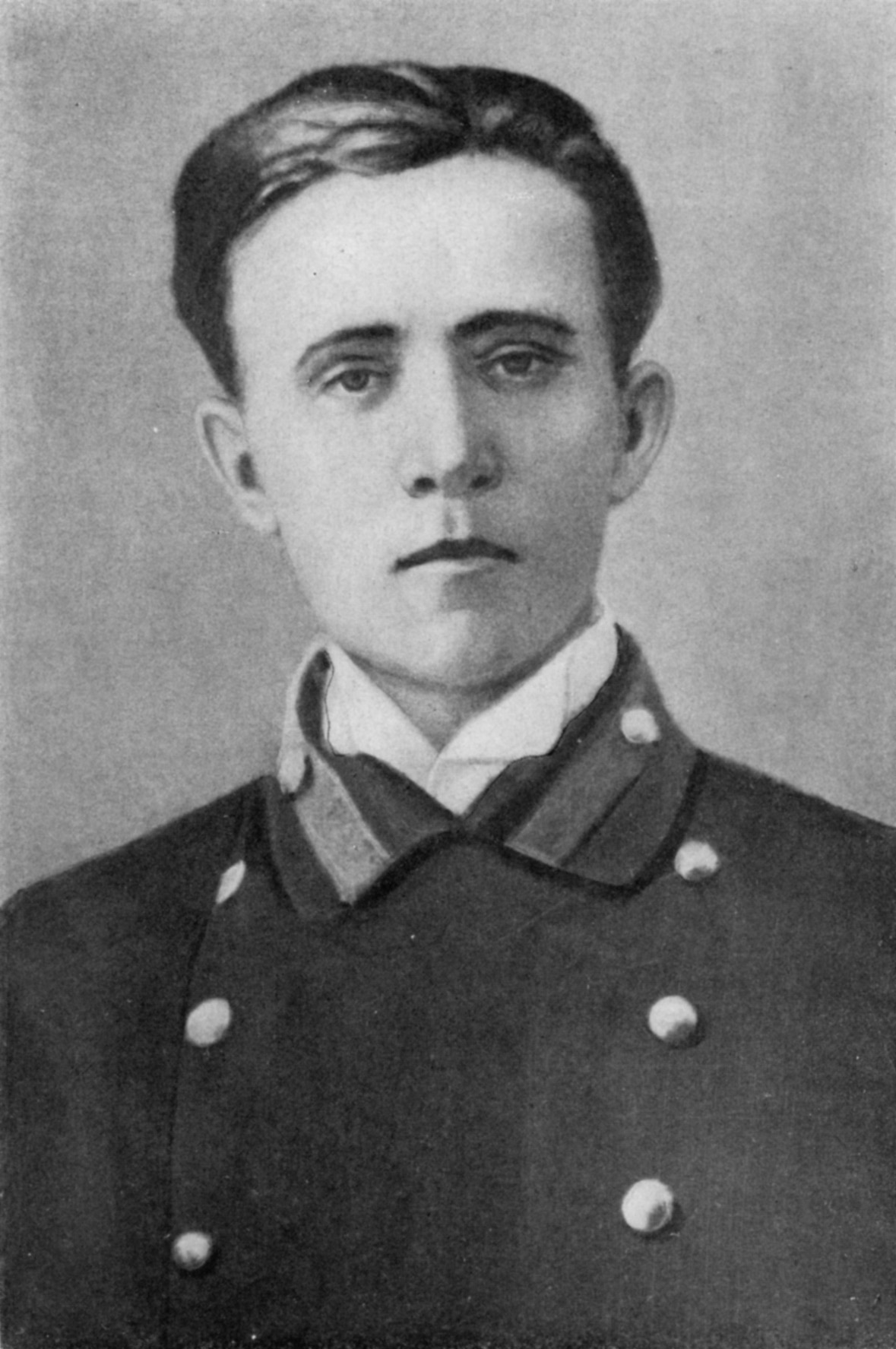
Василь Елланський

Народився 28 грудня 1893 [9 січня 1894] року в с. Хмільниця, Чернігівська губернія, Російська імперія, у родині Михайла Васильовича Елланського, на той час парафіяльного священника Воскресенської церкви села Хмільниця. Раніше вважалося що Василь Елланський народився 31 грудня 1893 (12 січня 1894) року в селі Козел, нині село Михайло-Коцюбинське, Чернігівський район, Чернігівська область, Україна, цю дату та місце народження наводили в енциклопедіях та словниках. Батько 1890 року закінчив Чернігівську духовну семінарію; з 1891 до жовтня 1894 року — священник Воскресенської церкви в селі Хмільницях Чернігівського повіту Чернігівської губернії, з початку жовтня 1894 року — священник Покровської церкви в селі Козел Чернігівського повіту Чернігівської губернії; помер 19 вересня (1 жовтня) 1902 року й залишив трьох синів і дочку на утриманні дружини — Анни Вікторовни Мозолевської. Відтоді єдиним джерелом існування сім'ї була материна пенсія. У 1903 році сім'я Елланських переїхала до Чернігова, де спершу винаймала дешеву квартиру в Холодному Яру, на околиці міста.

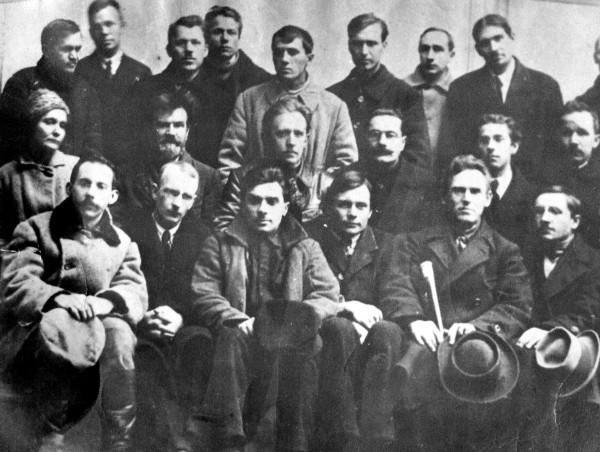
Зустріч харківських і київських митців. Київ, 1923 р. Зліва направо, перший ряд: Максим Рильський, Юрій Меженко, Микола Хвильовий, Майк Йогансен, Григорій Михайлов, Михайло Вериківський. Другий ряд: Наталя Романович, Михайло Могилянський, Василь Еллан-Блакитний, Сергій Пилипенко, Павло Тичина, Павло Филипович. У третьому ряду стоять: Дмитро Загул, Микола Зеров, Михайло Драй-Хмара, Григорій Косинка, Володимир Сосюра, Тодось Осьмачка, Володимир Коряк, Михайло Івченко

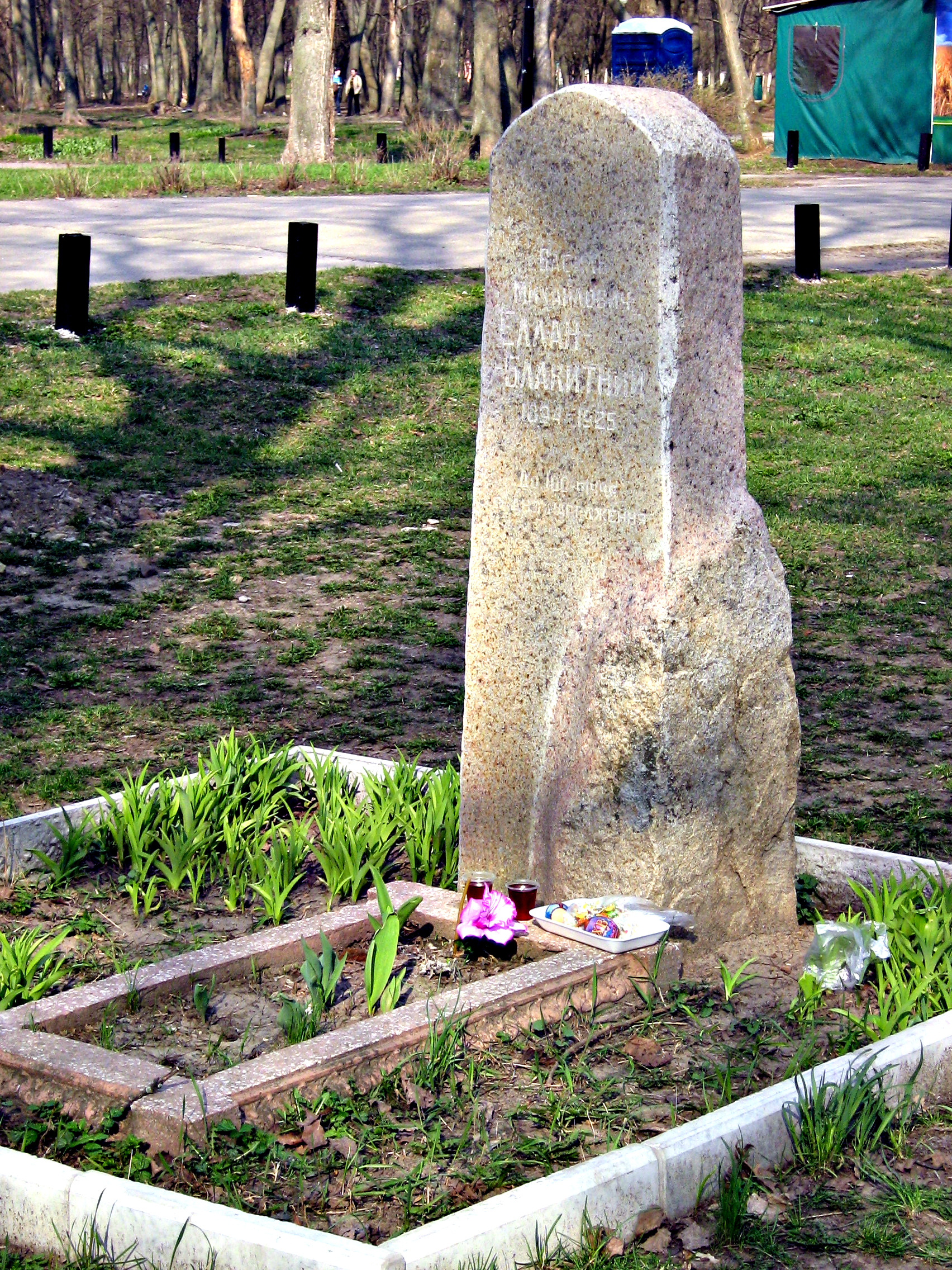
Кенотаф Василя Еллана—Блакитного. Молодіжний парк у Харкові

1906 року за допомогою родичів матері купили невеличкий будинок, що містився в глухому завулкові на вулиці Селюка, 24-а. Тут Василь прожив до осені 1914 року, коли виїхав до Києва. Але й після того часто навідувався сюди, а 1917 року майже цілий рік разом з родиною мешкав у Чернігові. Ще за життя батько категорично заявляв, що не пустить дітей іти попівською стежкою; тієї ж думки була й мати. Але по смерті батька сім'я жила в таких злиднях, що мати мусила віддати дітей до духовної школи, де їм було гарантовано безкоштовне навчання. Старший брат Василя, що жив у Чернігові при бурсі, захворів і помер. Тому, перебравшись до міста, мати тримала Василя при собі. Навчатися він почав рано, але до духовної семінарії вступив лише в 10 років, бо мати, пригнічена смертю старшого сина, упадала над хворобливим Василем. У школі вчився погано і двічі залишався в одному класі. Перешкоджало навчанню погане здоров'я, а ще більше — читання книжок. Навіть обідаючи, він мав коло себе книжку.
З 1910 року письменник навчався в Чернігівській духовній семінарії, яку відверто не любив. Відвідував знамениті «суботи» у вітальні Михайла Коцюбинського, де його перші вірші (писати почав з 1912 року) майстер сприйняв із доброзичливою увагою. По закінченні четвертого класу (1914) вступив на економічне відділення Київського комерційного інституту, де вже навчався його давній, ще з бурси, приятель — Павло Тичина. Соціально-економічні дисципліни, що викладалися тут, були до душі молодому Василеві Елланському.
Очолював Чернігівське відділення Братства самостійників. У серпні 1914 року за його дорученням майбутній український письменник Аркадій Казка в Спаському соборі в Чернігові прийняв присягу на вірність Братству в юнака-гімназиста Романа Бжеського.
За спогадами Романа Бжеського, Василь «… був запальною, експансивною і екзальтованою людиною з рвучкими рухами і нахилом наказувати».
Інститут він не закінчив. У 1917 році недавній студент із головою поринув у революційну роботу: революційні гуртки, товариство «Просвіта», участь в організації повітового селянського з'їзду на початку літа 1917 року. Усе це закономірно привело його до партії українських есерів, став її активістом, а незабаром і головою Чернігівського губернського комітету. За часів УНР навесні 1918 року потрапив до Лук'янівської в'язниці за антиурядове звернення «До робітників і селян України». У революційні роки Василь брав участь у створенні підпільної друкарні в Одесі, керував повстанням проти гетьмана в Полтаві, під час наступу військ Денікіна, переховуючись у сторожці на Байковому кладовищі, керував київським боротьбистським підпіллям.
З травня 1920 року працював завідувачем відділу по роботі на селі ЦК КП(б)У.
Після злиття українських комуністів-боротьбистів з КП(б)У вів боротьбу проти націоналістичних тенденцій у партії та державі («опозиційна» промова Василя Блакитного на конференції КП(б)У в листопаді 1920 року), кинув усі свої сили й енергію на організацію культурного відродження в Українській СРР. Перший редактор урядової україномовної газети «Вісти ВУЦВК» (з 28 травня 1920 по 4 грудня 1925 року) та додатка до неї — «Література. Наука. Мистецтво» (пізніша назва — «Культура і побут»). Заснував і редагував журнали «Всесвіт», «Червоний перець». Певний час був головою колегії Державного видавництва України. Організатор і керівник першої спілки пролетарських письменників «Гарт», що мала філії в багатьох містах України й навіть у Канаді.
Тяжка хвороба серця, яку мав з раннього дитинства, призвела до його смерті на 32-му році життя. 4 грудня 1925 року Василь  помер у Харкові (тоді столиця Української СРР). 5 грудня 1925 року за невтомну роботу на користь робітниче-селянських мас нагороджений орденом Трудового Червоного Прапора УСРР (посмертно)
Після смерті було зроблено розтин тіла, мозок переданий для детального дослідження до морфологічного відділу Українського психоневрологічного інституту (розтин робив академік Микола Мельников-Розведенков). Вага мозку склала 1500 г. У висновку зроблено припущення, що виявлений за дослідження менінго-енцефаліт розвився протягом кількох днів
Радянська влада затаврувала поета як «буржуазного націоналіста» й «бандита»; його було навіть посмертно засуджено до найвищої міри покарання. 1934 року було демонтовано надгробок, встановлений його друзями на могилі в Харкові. Твори письменника було офіційно заборонено, а його товаришів по партії боротьбистів розстріляно чи заслано до Сибіру.
Після XX з'їзду КПРС Василя Еллана-Блакитного було реабілітовано.

## Творчість
Василь Еллан почав писати вірші з 1912 року. 1917 року написав вірш «Вперед» («Ні слова про втому!»), що позначив вступ автора у період творчої зрілості. Образний світ його поезії (основна частина його лірики написана 1917–1920 років) — це світ, яким бачить його революціонер, що визнав за закон свого життя боротьбу й саможертовність з усім її аскетизмом і «неувагою» до «простих» життєвих реалій тих самих «мільйонів», за які він бореться. Вірші вийшли в його збірці «Удари молота і серця» (Київ, 1920, 24 с.)
Після 1921—1922 років ліричний голос Василя Еллана поволі стихав. Був автором багатьох статей-передовиць у газеті «Вісті ВУЦВК», де послідовно пропагував діяльність комуністичної партії. На ситуацію в країні і міжнародне життя він реагував переважно сатиричною поезією. Протягом 1924–1925 років він видав три книги віршованої газетної сатири: «Нотатки олівцем», «Радянська гірчиця», «Державний розум». У доробку письменника низка новелістичних етюдів та нарисів («Фабрична», «Лист без адреси», «Наші дні» та інші) і значна за обсягом публіцистична проза політичної та загальнокультурної тематики, а також низка вагомих статей і виступів із питань літератури й мистецтва. Цій творчій трансформації Еллана присвятив статтю Микола Хвильовий.

## Зразки поетичної творчості
Вперед

Ні слова про втому! Ні слова про спокій!

Хай марші лунають бадьорі й гучні… 

Хоч ніч облягає, — та в пітьмі глибокій

Вже грають-палають досвітні вогні…

Товариші, друзі! Бадьорі й завзяті, 

Єднаймо одсталих плечем до плеча! 

Гей, хто нам посміє шляхи замикати? 

Горять наші очі, як вістря меча.
Ми вийшли давно вже у путь нам відому,

Хай кулі ворожі назустріч летять. 

Ні слова про спокій! Ні звуку про втому! 

Вмремо, — а здобудем ключі від життя.
Нескінчений малюнок

За вікнами сніжних мережок

Зірчасто-білий візерунок

Червоним одблиском пожеж

Горить нескінчений малюнок

Після крейцерової сонати

«Покласти б голову в коліна…

Відчути б руку на чолі…» 

Сентиментальність! 

Хай загине 

І пам'ять ніжних на землі. 

Нам треба нервів, наче з дроту, 

Бажань, як залізобетон 

Нам треба буряного льоту,— 

Грими ж, фанфар мідяний тон! 

Десь там самотня віоліна 

Тужливо журиться у млі… 

Не зупиняться! Хай загине! 

Йдемо! Під марші. По землі.
Ти пробач

Ти пробач мені, любов, маленька дівчинко, — 

Я з тобою і нерівний, і розкиданий. 

Се тому, що я боям довіку відданий, 

Се тому, що я шаленим бурям рідний, 

Що в тебе таке нервове, ніжне личенько…

## Вшанування пам'яті
У місті Київ є вулиця Еллана Блакитного.
Також у містах Чернігів та Харків є вулиця Блакитного.